# Pavlinski samostan Svetice
Pavlinski samostan Svetice, jedan je od triju aktivnih pavlinskih samostana u Hrvatskoj, smješten u Sveticama kod Ozlja, u Karlovačkoj županiji. Poznat je kao mjesto nastanka Gazophylaciuma Ivana Belostenca, po frankopanskoj crkvi i kriptama plemića te  kao mjesto ukopa slovenskoga mučenika Janeza Strašeka.
Gospa Svetička, zaštitnica samostana, štuje se u mjestu još od 1520. Prvi dio samostana i crkve izgrađen je 1627., dolaskom pavlina iz Kamenskog u Svetice, u zbjegu pred Osmanlijama, a dovršen 1660. zaslugom prvoga priora samostana, oca Ivana Belostenca. Prvotno gotička crkva kasnije je barokizirana, a do danas su očuvane ručno rezbarene korske klupe, oltari, propovjedaonica, orgulje, crkveno posuđe, kipovi te slike Ivana Rangera i Gabriela Tallera.
Današnja župa utemeljena je 1779. godine, s ogrankom u Svetičkom Hrašću, u kojemu se nalazi kapela sv. Ivana Krstitelja iz XVII. st. Župna crkva Rođenja Blažene Djevice Marije potječe iz XVII. st., a izgrađena je na temeljima starije crkve iz XV. st.
U sklopu samostana nalaze se biblijski vrt o. Belostenca, križni put i postaje molitve svete krunice, pećina-kapelica Gospe Lurdske, Jaslice Male Gospe (mjesto molitve supružnika željnih djece), Mali dvor Kralja Ljubavi (kapelica euharistijskoga klanjanja), Oaza Svete Obitelji (mjesto molitve i odmora za svećenike i supružnike) te »Kutak za dušu« koji čine spomen-dvorana o. Strašeka, Marijine misije milosrđa (obiteljski apostolat) i Zaklon sv. Mihaela arkanđela, sve redom molitveni prostori.
Djelovanjem pavlina Marka Glogovića u blizini crkve nalazi se sigurna kuća »Srce Marijino«, u kojoj žive samohrane majke s djecom.
Uz godišnje obilježavanje mučeništva Janeza Strašeka, u samostanu se održavaju mjesečne obiteljske duhovne obnove (»Svetičke subote«), »Vikendi Srca Marijina«, »Molitveni sabori za nerođene« (u rujnu) i dr. U samostanu djeluje i Bratovština Svetih anđela čuvara.
Dana 9. lipnja 2020. pri ulazu u crkvu postavljen je drveni kip o. Ivana Belostenca u prirodnoj veličini.

## Vanjske poveznice
- Službene mrežne stranice